# Долматовский, Юрий Аронович
Юрий Аронович Долматовский (7 [20] декабря 1913, Москва — 12 января 1999, Москва) — советский конструктор автомобильной техники, журналист, автор популярных книг; кандидат технических наук, член Союза журналистов СССР.

## Биография
Родился 7 [20] декабря 1913 года в Москве в еврейской семье. Отец — присяжный поверенный Арон Моисеевич Долматовский (1880—1939, расстрелян), мать — Адель Марковна (Аделла Мееровна) Ингал (7 марта 1884, Киев — 1958), брат — поэт Евгений Долматовский. Его дед Меер Нутович Ингал (1844—?), мещанин Новограда-Волынского Волынской губернии, был зачислен в купеческое сословие и в 1885 году поселился с семьёй на Никольской улице, № 157, в Ростове-на-Дону. Со стороны отца, уже его прадед Лейб Иоселевич Долматовский (1821—?) в 1846 году поселился в Ростове-на-Дону, где его сын Моисей Лейбович (1846—?) открыл магазин готового платья и к 1890 году стал купцом 1-й гильдии.
Во время учёбы в школе увлекся автомобилями. В 1928 году, когда ему было 15 лет, окончил школу и поступил в Московский полиграфический институт. После Великой Отечественной войны получил второе образование, окончив Московский автомеханический институт. Первым местом работы Долматовского в качестве конструктора автомобилей был НАТИ, затем он перешёл в НИИАТ, а позже — в НАМИ, где вместе с А. И. Пельтцером и Г. П. Петровым в 1936 году разработал проект малолитражного переднеприводного автомобиля «ПДП», названного так по первым буквам фамилий его конструкторов.
В 1939 году Долматовский перешёл на работу в Конструкторское бюро московского автозавода ЗИС, где занимался проектированием кузовов автобусов. С началом Великой Отечественной войны он стал заниматься проектированием внешних элементов грузовиков «ЗИС», а также созданием на их основе санитарных автомобилей. С 16 октября 1941 года находился вместе с заводом в эвакуации в Ульяновске. В 1943 году вернулся на работу в НАМИ, возглавив Конструкторское бюро кузовов.
В 1945 году Долматовский с группой советских инженеров находился в Германии для изучения опыта немецких автостроителей.

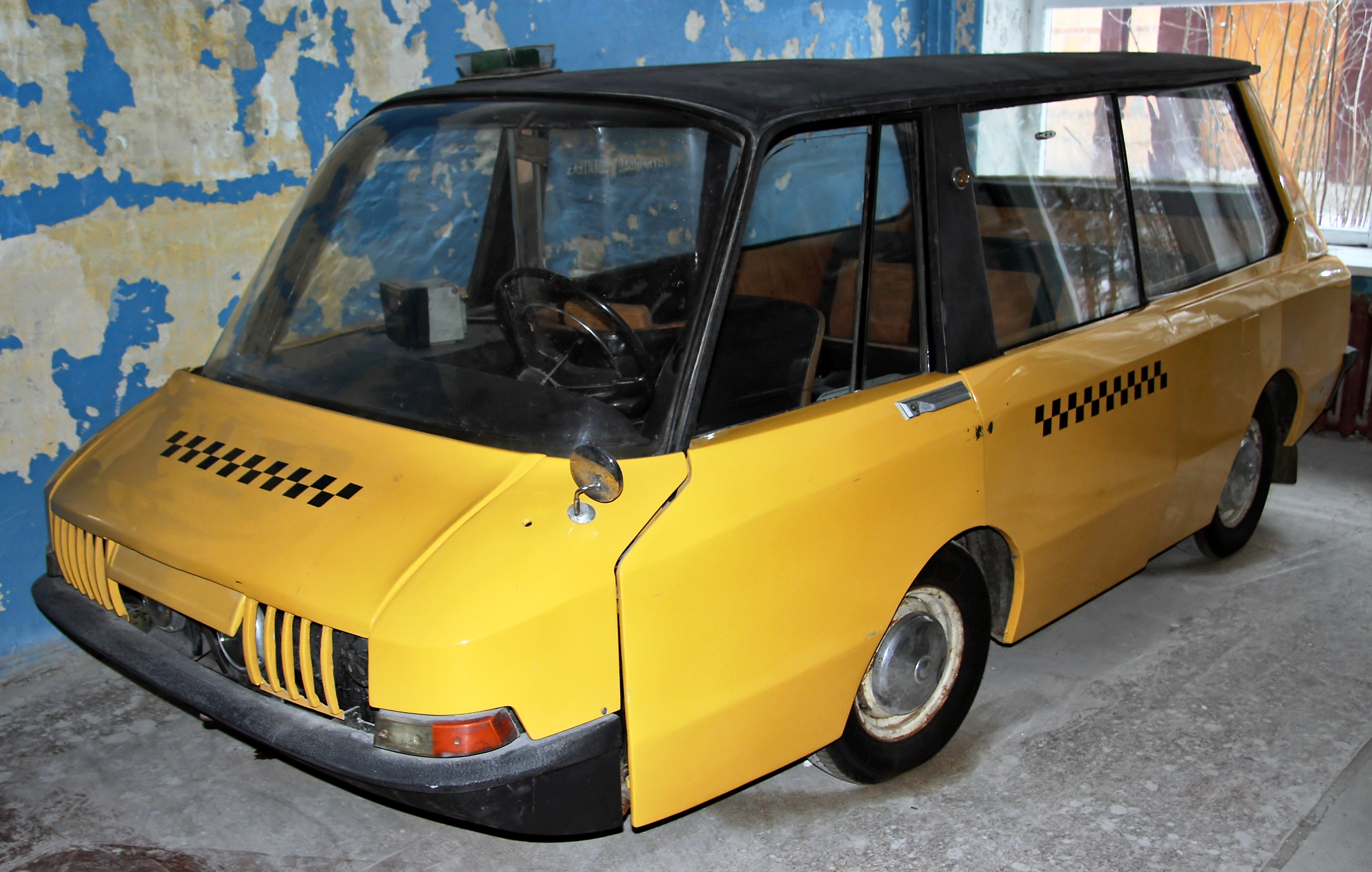
ВНИИТЭ ПТ

В послевоенные годы принимал участие в создании опытных перспективных автомобилей вагонной компоновки: представительского НАМИ-013 (1950), малолитражного НАМИ-050 «Белка» (1955). Занимался модернизацией и компоновкой грузовых и легковых автомобилей, включая проекты «Победа-НАМИ» и ГАЗ-21 «Волга».
В 1963 году перешёл в ВНИИТЭ, где руководил разработкой такси-минивэна «ВНИИТЭ-ПТ» (1964) и минивэна ВНИИТЭ-Макси на агрегатах ЗАЗ-966 (1967).
В начале 1970-х годов перешёл на работу в НИИАТ, сосредоточившись на разработках для электромобилей.
В качестве технического художника Юрий Долматовский сотрудничал с советскими журналами «За рулём», «Автотракторное дело», «Дорога и автомобиль», а также «Техника — молодёжи», «Моделист-конструктор» и другими. За свою жизнь Юрий Долматовский написал огромное количество журнальных статей и 16 книг.

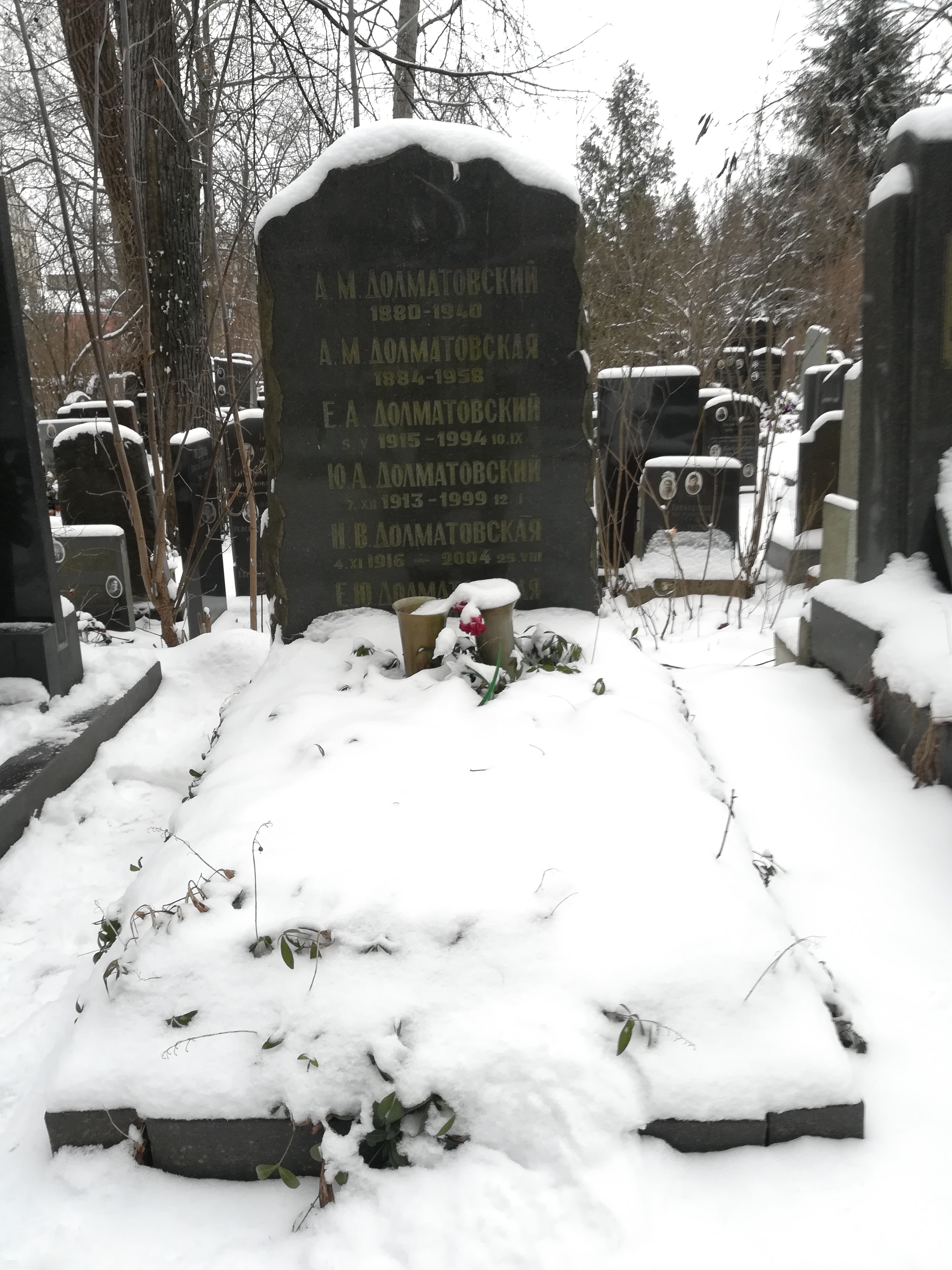
Могила на Донском кладбище

Умер 12 января 1999 года в Москве. Похоронен на Донском кладбище.

## Семья
- Дядя (муж сестры матери, Анны Марковны Ингал) — Давид Абрамович Левин (1863—1930), юрист, журналист, редактор и издатель, сотрудник «Юридической газеты», газет «Право» и «Речь», журнала «Восход», редактор газет «Свобода и равенство» и «Наша жизнь»; его сестра Мария была замужем за гинекологом Николаем Самуиловичем Каннегисером (братом инженера И. С. Каннегисера), а после его смерти — за переводчиком Исаем Бенедиктовичем Мандельштамом.
- Двоюродные братья — скульптор Владимир Иосифович Ингал; учёный в области металлообработки Георг Авраамович Долматовский (в соавторстве с которым Юрий Долматовский написал книгу).

## Публикации
- Долматовский Ю. А. Сотворение автомобиля. — Эл. — М. : Автомобильный архивный фонд, 2013. — 168 с.
- Долматовский Ю. А. Автомобиль за 100 лет. — М: Издательство «Знание», 1986.
- Долматовский Ю. А. Знакомые и незнакомые. — М: Детская литература, 1976.
- Долматовский Ю. А. Беседы об автомобиле. — М.: Молодая гвардия, 1976.
- Долматовский Ю. А. Основы конструирования автомобильных кузовов. — М: Машгиз, 1962.
- Долматовский Ю. А. Повесть об автомобиле. — М., Молодая гвардия, 1958.
- Долматовский Ю. А. Мне нужен автомобиль. — М: Молодая Гвардия, 1967.
- Долматовский Ю. А. Автомобиль в движении. — М: Машгиз, 1957.
- Пластические массы и их применение в автоделе (с Г. А. Долматовским). — М.: Гострансиздат, 1932.